# Маскинсков, Евгений Иванович
Евгений Иванович Маскинсков (19 декабря 1930, с. Александровка, Мордовская АО — 25 января 1985) — заслуженный мастер спорта СССР (1957), серебряный призер Олимпийских игр в Мельбурне 1956 г. (спортивная ходьба на 50 км.).

## Биография
Выступал за Вооруженные Силы.
В 1955 году участвует в спортивной программе всемирных студенческих игр — 3-е место (50 км). Мастер спорта СССР (1955).
1957 год — первенство России — 1 место (20 км).
1958 год — первенство России — 1 место (30 км по шоссе).
1958 год — первенство СССР — 1 место (50 км).
1958 год — чемпионат Европы — 1 место (50 км). Тренер — П. И. Козловский.
По окончании спортивной карьеры работал тренером в Саранске.

## Награды
- Орден «Знак Почёта» (27.04.1957) — «за успехи, достигнутые в деле развития массового физкультурного движения в стране, повышения мастерства советских спортсменов, и успешное выступление на международных соревнованиях»